# В год тринадцати лун
«В год тринадцати лун» (нем. In einem Jahr mit 13 Monden) — кинофильм режиссёра Райнера Вернера Фасбиндера, вышедший на экраны в 1978 году.
Сам Фасбиндер в списке своих лучших фильмов, составленном за год до смерти, поставил этот фильм на второе место.

## Сюжет
Фильм рассказывает о нескольких днях из жизни Эльвиры Вайсхаупт, женщины, которая была когда-то мужчиной по имени Эрвин. Она страдает, потому что от неё ушёл её сожитель Кристоф. Она ощущает пустоту в жизни и желание быть любимой. Бывшая жена Эрвина Ирена не хочет, чтобы он возвращался к ней и их дочери Марии-Анне. Недавнее интервью заставляет Эльвиру искать встречи с бизнесменом Антоном Зайцем, ради которого она и сменила пол, однако он даже не помнит её.

## В ролях
- Фолькер Шпенглер — Эрвин / Эльвира Вайсхаупт
- Ингрид Кавен — Рыжая Цора
- Готфрид Йон — Антон Зайц
- Элизабет Триссенар — Ирена
- Эва Маттес — Мария-Анна
- Гюнтер Кауфманн — Смолик, шофер
- Лило Пемпайт — сестра Гудрун
- Изольда Барт — Сибилла
- Герхард Цверенц — Бургхард Хауэр, писатель
- Карл Шейдт — Кристоф Хаккер